# Live - Friday The 13th
Live - Friday The 13th is een live cd en dvd van de Amerikaanse poprockband Maroon 5. Het is opgenomen op 13 mei 2005 in Santa Barbara in Californië.
De dvd bevat naast de registratie van het concert ook exclusieve interviews met de band. Tijdens het concert zingt Maroon 5 nummers van het album Songs About Jane aangevuld met covers.

## Tracks

### cd
1. "Shiver"
2. "Through with You"
3. "Tangled"
4. "Harder to Breathe"
5. "Sun"
6. "Wasted Years"
7. "Secret/Ain't No Sunshine"
8. "Not Coming Home"
9. "This Love"
10. "Must Get Out"
11. "Sunday Morning"
12. "Sweetest Goodbye"
13. "Hello"
14. "She Will Be Loved"

### dvd
1. "Shiver"
2. "Through with You"
3. "Tangled"
4. "Harder to Breathe"
5. "Sun"
6. "Wasted Years"
7. "Secret/Ain't No Sunshine"
8. "Not Coming Home"
9. "This Love"
10. "Must Get Out"
11. "Sunday Morning"
12. "Sweetest Goodbye"
13. "Hello"
14. "She Will Be Loved"
15. Bonus Material